# San Felipe de Jesús Chichila
San Felipe de Jesús Chichila är en ort i Mexiko.   Den ligger i kommunen Taxco de Alarcón och delstaten Guerrero, i den södra delen av landet, 120 km sydväst om huvudstaden Mexico City. San Felipe de Jesús Chichila ligger 1 715 meter över havet och antalet invånare är 141.
Terrängen runt San Felipe de Jesús Chichila är lite bergig. Runt San Felipe de Jesús Chichila är det ganska tätbefolkat, med 86 invånare per kvadratkilometer. Närmaste större samhälle är Taxco de Alarcón, 9,0 km öster om San Felipe de Jesús Chichila. I omgivningarna runt San Felipe de Jesús Chichila växer huvudsakligen savannskog.